# Wrestle Kingdom 7
Wrestle Kingdom 7 fue la séptima edición de Wrestle Kingdom, un evento pago por visiónr (PPV) de lucha libre profesional realizado por la New Japan Pro-Wrestling. Tuvo lugar el 4 de enero de 2013 desde el Tokyo Dome en Tokio, Japón.
El evento no contó ni con invitados de TNA ni del CMLL. Fue el primero en la historia en venderse en PPV a nivel internacional.

## Resultados
- Captain New Japan, Tama Tonga & Wataru Inoue derrotaron a Chaos (Jado, Tomohiro Ishii & YOSHI-HASHI)(5:58)

- Bushi, KUSHIDA & Ryusuke Taguchi derrotaron a Hiromu Takahashi, Jushin Thunder Liger & Tiger Mask (7:12)

- Akebono, Manabu Nakanishi, MVP & Strong Man derrotaron a Chaos (Bob Sapp, Takashi Iizuka, Toru Yano & Yujiro Takahashi) (7:53)

- Masato Tanaka derrotó a Shelton Benjamin reteniendo el Campeonato de Peso Libre NEVER (6:41)

- K.E.S. (Davey Boy Smith Jr. & Lance Archer) derrotaron a Sword & Guns (Hirooki Goto & Karl Anderson) reteniendo el Campeonato de Parejas de la IWGP (10:52)

- Yuji Nagata derrotó a Minoru Suzuki (17:03)

- Prince Devitt derrotó a Kōta Ibushi y a Low Ki reteniendo el Campeonato Mundial de Peso Semicompleto de la IWGP (14:45)

- Tencozy (Hiroyoshi Tenzan & Satoshi Kojima) derrotaron a Keiji Mutō & Shinjirō Ōtani (15:36)

- Togi Makabe derrotó a Katsuyori Shibata (8:37)

- Shinsuke Nakamura derrotó a Kazushi Sakuraba reteniendo el Campeonato Intercontinental de la IWGP (11:12)

- Hiroshi Tanahashi derrotó a Kazuchika Okada reteniendo el Campeonato Mundial de Peso Completo de la IWGP (33:34)